# Pegoscapus torresi
Pegoscapus torresi is een vliesvleugelig insect uit de familie vijgenwespen (Agaonidae). De wetenschappelijke naam is voor het eerst geldig gepubliceerd in 1920 door Grandi.